# Salonta
Salonta (ungarisch Nagyszalonta, deutsch Großsalontha und Großseling) ist nach Oradea die zweitgrößte Stadt im Kreis Bihor im historischen Kreischgebiet in Rumänien.

## Lage

Lage von Salonta im Kreis Bihor

Salonta liegt im Osten der Großen Ungarischen Tiefebene, nur wenige Kilometer von der ungarischen Grenze entfernt. Die Kreishauptstadt Oradea befindet sich 38 km nordöstlich. Durch Salonta fließt der zwei Meter breite Fluss Culișer, der mit dem Kanal Corhana (Canalul Corhana) verbunden ist.
Salonta grenzt im Norden an die Gemeinde Mădăras, im Osten an die Gemeinde Tulca, im Südosten an die Gemeinde Batăr, im Süden an die Gemeinde Ciumeghui und im Westen an Ungarn (Újszalonta, Méhkerék und Kötegyán).

## Geschichte
Die ältesten archäologischen Funde auf dem Gebiet der Kleinstadt stammen aus der Bronzezeit. Die erste urkundliche Erwähnung der Stadt Salonta stammt aus dem Jahr 1332, als die Siedlung in einem päpstlichen Akt Socerdas de Ville Zalantha genannt wurde. 1587 ist die heutige ungarische Form Szalonta bezeugt.
Bis zum 16. Jahrhundert war Salonta ein eher unbedeutendes Dorf, das im Schatten der nahe gelegenen Burg Kölcsér (rumänisch Culișer) stand. Salonta gehörte damals der Toldy-Familie. 1433 gehörte Salonta neben der Toldy-Familie auch der Nadaby-Familie. 1558 jedoch wurde die Burg von den Türken zerstört. 1598 zogen sich die Türken jedoch nach Oradea zurück. 1606 wurden vom siebenbürgischen Fürsten Stephan Bocskai 300 Soldaten angesiedelt.
Im Jahre 1658 erhielten die Bewohner der Burg und des Dorfes die Nachricht, dass sich Türken der Stadt näherten. Von 1660 an stand Salonta einige Jahrzehnte unter osmanischer Herrschaft und war Zentrum eines Sandschak. Dann gehörte die Stadt mehr als 200 Jahre zum habsburgischen Reich. Ende des 19. Jahrhunderts begann sich die Industrie anzusiedeln, begünstigt durch die Inbetriebnahme der Eisenbahnlinie von Fiume über Szeged und Békéscsaba nach Oradea (ungarisch Nagyvarad). Diese Strecke (Alföld-Fiumei vasútvonal, deutsch Eisenbahnstrecke Tiefebene-Fiume) war die längste und wichtigste Eisenbahnstrecke im damaligen Ungarn.
Ende des 18. und am Anfang des 19. Jahrhunderts lebten in Salonta rund 200 Adelsfamilien. Durch eine Änderung der Grenze nach dem Vertrag von Trianon wurde Salonta in den frühen 1920er Jahren nach dem Ersten Weltkrieg geteilt. Der äußere Teil der Siedlung (heute Újszalonta) blieb bei Ungarn, der Rest kam trotz deutlicher ungarischer Bevölkerungsmehrheit zu Rumänien. Darum wird Salonta im Ungarischen nach wie vor Nagyszalonta, veraltet Nagy Szalonta, (“nagy” für groß) genannt, um eine Verwechslung mit Újszalonta (“új” für neu) zu vermeiden.
Durch den Zweiten Wiener Schiedsspruch wurde die Stadt von 1940 bis 1944 vorübergehend wieder vereint und erneut Teil Ungarns. Als Salonta endgültig an Rumänien fiel, nannte man den Ort „Salonta Mare“ („mare“ für groß).
Bis 1989 stand in Salonta an der heutigen Strada Oradiei neben der Arany János Elméleti Líceum-Schule eine Synagoge. Die Juden in Salonta, darunter Markowitsch, verkauften das Grundstück, darauf wurde die Synagoge abgerissen. Heute ist ein Denkmal am Gehweg zu finden, das an die Synagoge erinnern soll. Das Grundstück wird bis heute nicht genutzt, zukünftig soll dort ein Schulhof des angrenzenden Arany János Elméleti Líceum (etwa János-Arany-Theorienhochschule) entstehen.
| Politische Zugehörigkeit von Salonta seit 1000 | Politische Zugehörigkeit von Salonta seit 1000 | Politische Zugehörigkeit von Salonta seit 1000 |
| Gebiet:                                        | Von:                                           | Bis:                                           |
| ---------------------------------------------- | ---------------------------------------------- | ---------------------------------------------- |
| Rumänien                                       | 1989                                           | heute                                          |
| Sozialistische Republik Rumänien               | 1965                                           | 1989                                           |
| Volksrepublik Rumänien                         | 1947                                           | 1965                                           |
| Königreich Rumänien                            | 1944                                           | 1947                                           |
| Königreich Ungarn                              | 1940                                           | 1944                                           |
| Königreich Rumänien                            | 1919                                           | 1940                                           |
| Republik Ungarn                                | 1918                                           | 1919                                           |
| Österreich-Ungarn                              | 1867                                           | 1918                                           |
| Kaisertum Österreich                           | 1804                                           | 1867                                           |
| Habsburgermonarchie                            | 1711                                           | 1804                                           |
| Fürstentum Siebenbürgen                        | 1692                                           | 1711                                           |
| Osmanisches Reich                              | 1660                                           | 1692                                           |
| Fürstentum Siebenbürgen                        | 1570                                           | 1660                                           |
| Östliches Königreich Ungarn                    | 1526                                           | 1570                                           |
| Königreich Ungarn                              | (1000)                                         | 1526                                           |

## Rekord

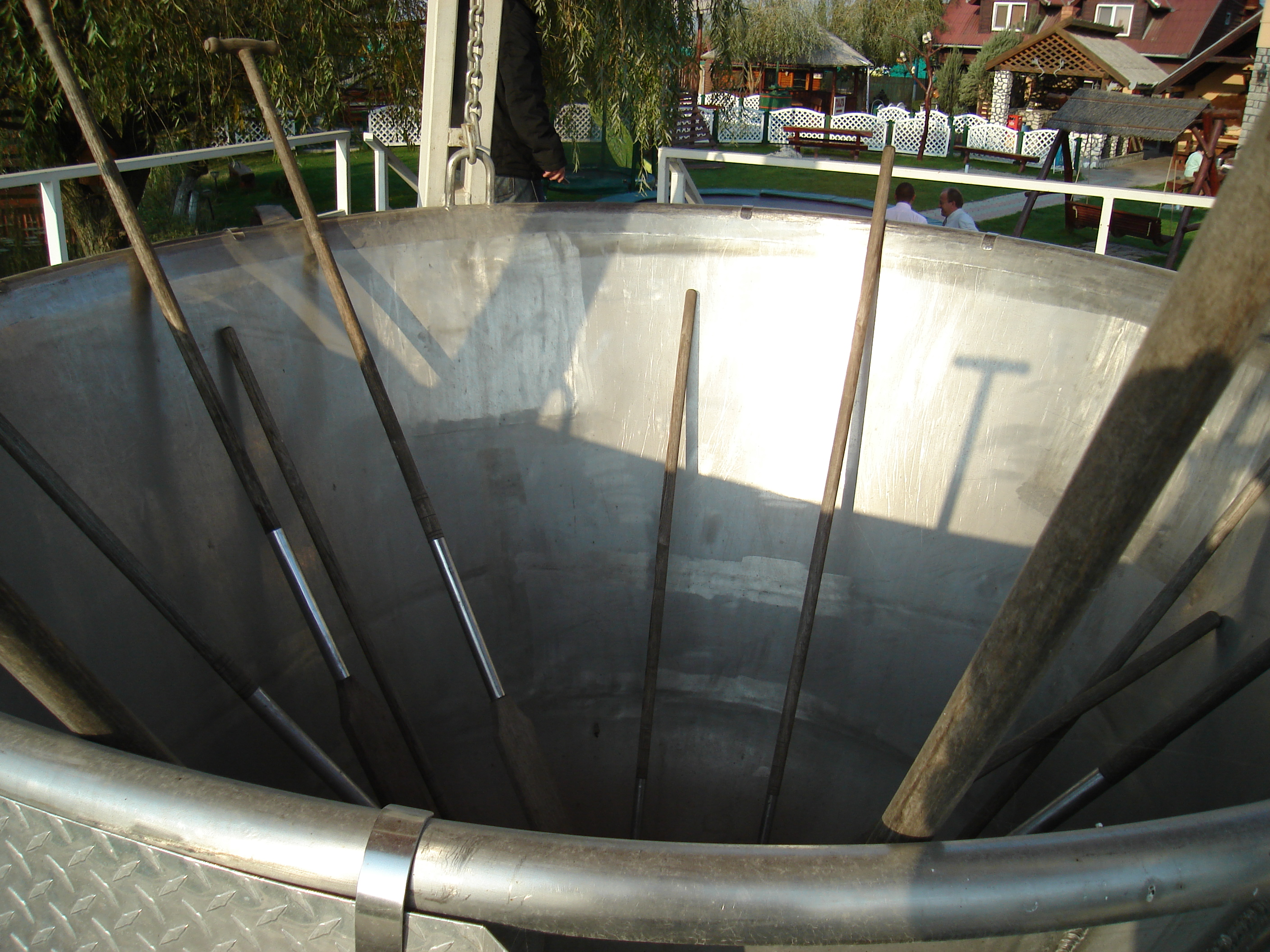
Der 3 m breite Kessel, mit dem der Rekord erzielt wurde.

2006 stellte die Stadt einen Rekord auf, indem hier 5045 Liter Gulasch auf einmal gekocht wurden. Der Rekord wurde in das Guinness-Buch der Weltrekorde eingetragen. The record of the largest bowl of soup is 5045 litres and is a goulash soup and saved by the Town hall of Salonta in Salonta Romania on 3 June 2006 hieß es am 3. Juni 2006 für Salonta. Nu e meritul meu, e meritul comunității („Das ist nicht mein Verdienst, es ist der Verdienst der Gemeinschaft“), sagte László Török.
An dem Projekt waren über 65 Menschen beteiligt. Die Köche und freiwillige Helfer schälten Zwiebeln, Kartoffeln und Möhren. Danach bereiteten sie binnen fast zehn Stunden 60 kg Zwiebeln, Karotten und Sellerie und 700 kg Fleisch, 40 kg Peperoni, 40 kg Gewürzpaste (Cremă Gulaș), 20 kg Knödel sowie 750 kg Kartoffeln zu.
Am 29. September 2007 wurde dieser Rekord in Baia Mare (Frauenbach) um gut 2000 auf 7200 Liter erhöht.

## Bevölkerung
Im 16. Jahrhundert hatte Salonta etwa 50 Häuser und 250 bis 300 Einwohner. 1880 lebten in der Stadt 10.403 Menschen, davon 9593 Ungarn, 257 Rumänen, 65 Deutsche und 62 Slowaken. Bei der Volkszählung 2002 wurden in der Stadt 18.074 Einwohner registriert, darunter 10.335 Ungarn, 7267 Rumänen, 379 Roma und 29 Deutsche. Fast 40 % der Bevölkerung sind über 60 Jahre alt.

## Landwirtschaft
In Salonta wird viel Landwirtschaft betrieben. Zudem bietet Salonta 9313 Hektar Ackerland, 5813 Hektar Weidefläche, 245 Hektar Wiese, 51 Hektar Weinberge und 18 Hektar Obstanbau. Darüber hinaus hat die Stadt 889,4 Hektar Waldfläche.

## Verkehr
Salonta liegt an der heutigen Hauptbahn von Arad nach Oradea; in beide Städte bestehen mehrmals täglich Verbindungen. Auch die nach Ungarn führende Linie ist weiterhin in Betrieb; sie führt über den Grenzort Kötegyán nach Békéscsaba. Auf dieser Strecke fahren zwei Personenzüge pro Tag. Durch die Stadt verläuft die Europastraße 671 von Satu Mare nach Timișoara. Von Salonta aus führt ein Grenzübergang auf dem Drum național 79B nach Méhkerék.

## Sehenswürdigkeiten
- Csonka Torony (Piața Libertății nr. 4)
- Arany János Geburtshaus (Strada Arany Janos nr. 46)
- Sinka István Geburtshaus (Strada Sinka Istvan nr. 1)
- Statue von István Bocskai, dem Gründer der Stadt (im Parcul Mare) um 2000 von Kolozci Tibor
- Statue von Kossuth Lajos, neben der reformierten Kirche (im Parcul Mare) vom 30. Juni 1901 von Tóth András
- Büste von Avram Iancu (im Parcul Mare) vom 1. März 1992 von Kiss István
- Statue von Arany János (im Büstenpark)
- Büstenpark (György Kulin, Sinka István, Kiss István, Zilahy Lajos)
- Vasmariska tér (zu deutsch „Eisenmariechen Brunnen“) vom Jahr 1891 vom Gießer Antoine Durenne (aus Sommevoire, Frankreich)
- Büste von Teodor Neș (Strada Oradiei) aus 2001 von Cornel Durgheu
- Róth Ház (Piața Libertății nr. 8)
- Rathaus (Strada Republicii nr. 1)
- Heimatkundemuseum (Strada Avram Iancu)
- Stadtpark (rum. Parcul Mare)
- Kulturhaus Lajos Zilahy (Strada Gyorgy Kulin)
- Kirchen
- Stadional Liberty (Strada Sportului nr. 2)
- Bahnhof (Strada Republicii)
- Hotel Slavia (Strada Decembrie 1)

## Kirchen
In Salonta befinden sich sieben Kirchen:
- Orthodoxe Kirche (Strada Gyorgy Kulin)
- Orthodoxe Kirche (Strada Aradului)
- Reformierte Kirche (Strada Corneliu Coposu)
- Katholische Kirche (Strada Kossuth Lajos)
- Baptistische Kirche (Strada Moricz Zsigmond)
- Pfingstkirche Salem (Strada Republicii)
- Ungarische Baptistenkirche aus dem Jahre 1903 (Strada Petofi Sandor)

In Salonta gibt es 9118 Reformierte, 6592 Orthodoxe, 1398 Römisch-Katholiken, 615 Baptisten, 121 Griechisch-Katholiken, 94 Pfingstler, 24 Evangelische, 22 Adventisten, 15 Unitarier, Atheisten und andere 137.

## Csonka Torony

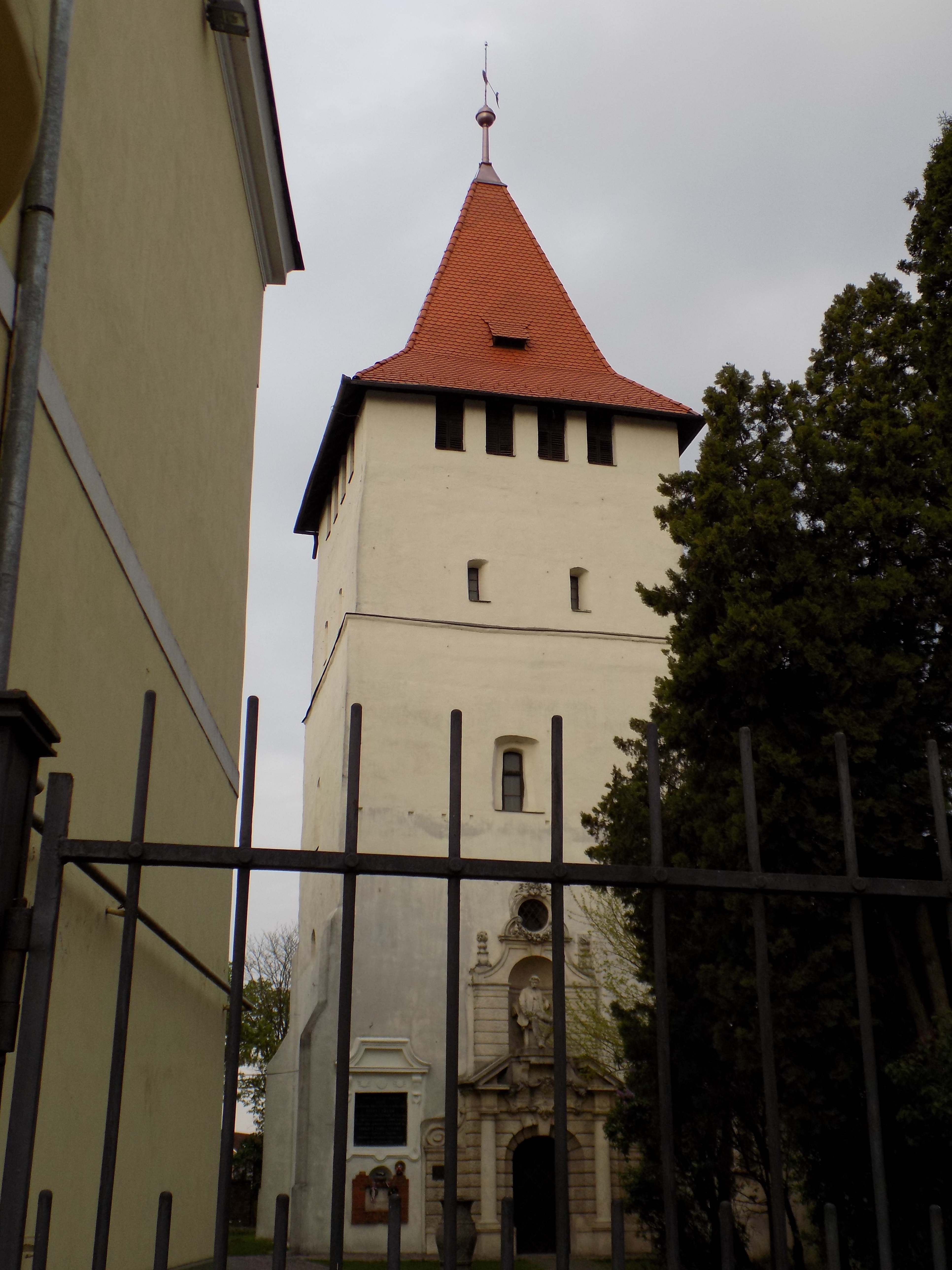
Der Csonka Torony.

Der Csonka Torony (ungarisch für „der gekappte Turm“) ist das Wahrzeichen der Stadt Salonta. Er war Teil der Burg Salontas und diente als Wachturm, in dem damals Schießpulver und Waffen gelagert wurden.
Der Bau der Burg Salontas wurde 1620 von Heiducken begonnen, mit Hilfe von Rákócozi György 1636 beendet und stand bis 1658. Damals wüteten die Türken in der Umgebung und nach Überlieferungen wurde bei einem Angriff ein Großteil der Burg zerstört. Anderen Überlieferungen zufolge wurde die Burg zusammen mit der Siedlung auf Anordnung der damaligen Herrschaft absichtlich zerstört, damit diese nicht in türkischen Besitz gelangen konnten. Von 1658 an blieb nur noch der dreigeschossige Turm übrig. Erst ab 1899 wurde der Turm erhöht und bekam ein Dach.
Der vierstöckige Turm wurde erneuert, als Museum eingerichtet und zeigte zunächst Originalmöbel von Arany János. Über Jahre hinweg wurden Pfeifen und viele andere Dinge gestohlen, wonach sich die Stadt bemühte, einiges zurückzukaufen.
Jährlich wird am 2. März ein Arany-János-Fest anlässlich der Geburt des ungarischen Dichters am Csonka Torony gefeiert. Anlässlich seines 200. Geburtstags gab es 2017 eine große Jubiläumsfeier, außerdem gab es bis 2018 eine Webpräsenz.

## Roth Ház
Das Róth Ház (rumänisch Casa Roth) ist ein historisches Gebäude in Salonta. Das alte Haus stammt ursprünglich von einem Fürsten namens Ármin Róth. Nach dem Einsturz des Daches wurde das Haus im Sommer 2017 auf Kosten der Stadt möglichst originalgetreu renoviert. In Zukunft soll es auch begehbar gemacht werden.

## Flagge und Wappen
Die Stadtfarben sind Weiß und Rot.

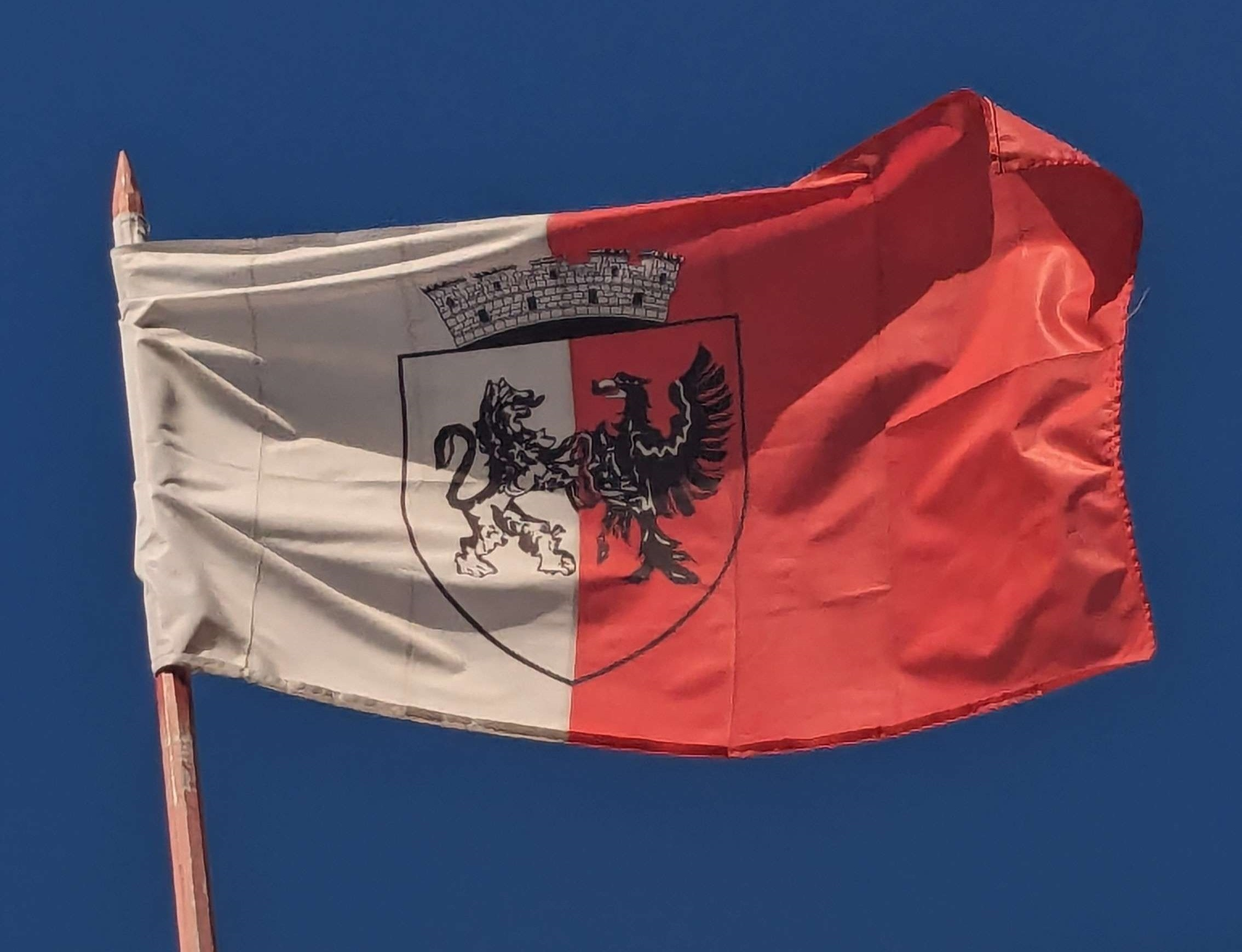
Flagge von Großsalontha

Das Wappen von Großsalontha ist in der Mitte „gespalten“ und hat eine silberne Krone auf. Im linken weißen Feld befindet sich ein goldener Löwe und im rechten roten Feld ein schwarz- und weißer Rabe, beide Tiere mit roter Zunge. Dass sich Löwe und Rabe mit ihren Händen berühren, stellt ein Bündnis dar.
Die Flagge von Großsalontha besteht aus einem linken weißen und einem rechten roten Teil und zeigt mittig das Wappen in Schwarz-Weiß. Finden kann man sie am Rathaus von Großsalontha und am Verwaltungshaus des Gekappten Turms (Csonka Torony).

## Persönlichkeiten
- János Földi (1755–1801), Arzt, Biologe, Linguist und Dichter[9]
- László Lovassy (1815–1892), Anwalt, Politiker und geistlicher Journalist[9]
- János Arany (1817–1882), Dichter
- László Arany (1844–1898), Schriftsteller
- László Székely (1877–1934), Architekt[9]
- Ferenc Kiss (1889–1966), Wissenschaftler und Kossuth-Preisträger[9]
- Lajos Zilahy (1891–1974), Schriftsteller
- István Sinka (1897–1969), Dichter und Romanautor[9]
- György Kulin (1905–1989), Astronom
- Elemer Kocsis (1910–1981), Fußballspieler
- Klára Bihari (1917–1997), Schriftstellerin und Dichterin[9]
- Ferenc Gábor (1923–2006), Dichter[9]
- István Kiss (1927–1997), Bildhauer[9]
- Olivér György Dely (1927–2003), Herpentologe[10]
- Imre Fábián (1945–2005), Dichter, Schriftsteller und Märchensammler[9]
- Zsolt Sándor Cseke (* 1988), Tänzer, Tanztrainer und Wertungsrichter

## Partnerstädte
Salonta unterhält partnerschaftliche Beziehung mit den ungarischen Städten Nagykőrös, Túrkeve, Sarkad, Csepel, Hajdúböszörmény und der slowakischen Stadt Rimavská Sobota.